# Benny Benassi
Marco Benassi, beter bekend als Benny Benassi (Milaan, 13 juli 1967) is een Italiaans diskjockey en artiest. Hij houdt zich bezig met euro-house en electroclashmuziek. 

## Geschiedenis
Benassi heeft zijn eerste hit gescoord in 2001 met de single I Feel So Fine. Nadat hij van house naar electro is gegaan scoorde hij zijn megahit Satisfaction en werd meteen bekend overal ter wereld. Het nummer is hierna diverse keren gecoverd. Benassi mixt ook muziek van mensen zoals Tomcraft en Fischerspooner.
Benassi scoorde met Public Enemy's Bring the Noise een hit en won hiermee een Grammy in februari 2008 voor de beste remix.

## Discografie

### Albums
| Album met eventuele hitnotering(en) in de Nederlandse Album Top 100 | Datum van verschijnen | Datum van binnenkomst | Hoogste positie | Aantal weken | Opmerkingen       |
| ------------------------------------------------------------------- | --------------------- | --------------------- | --------------- | ------------ | ----------------- |
| Hypnotica                                                           | 2003                  | -                     |                 |              |                   |
| Pumphonia                                                           | 2004                  | -                     |                 |              |                   |
| ...Phobia                                                           | 2005                  | -                     |                 |              | als Benassi Bros. |
| Toolroom knights                                                    | 2009                  | -                     |                 |              |                   |

### Singles
| Single met eventuele hitnotering(en) in de Nederlandse Top 40 | Datum van verschijnen | Datum van binnenkomst | Hoogste positie | Aantal weken | Opmerkingen                                                                                  |
| ------------------------------------------------------------- | --------------------- | --------------------- | --------------- | ------------ | -------------------------------------------------------------------------------------------- |
| Satisfaction                                                  | 12-06-2002            | 26-07-2003            | 16              | 9            | als Benny Benassi presents "the Biz" / Nr. 10 in de Single Top 100                           |
| Able to love                                                  | 2003                  | 17-01-2004            | 36              | 3            | als Benny Benassi presents "the Biz" / Nr. 33 in de Single Top 100 / Dancesmash op Radio 538 |
| Illusion                                                      | 03-03-2004            | 17-04-2004            | 35              | 3            | als Benassi Bros. / met Sandy / Nr. 65 in de Single Top 100                                  |
| Hit my heart                                                  | 01-06-2004            | 02-10-2004            | 34              | 4            | als Benassi Bros. / met Dhany / Nr. 34 in de Single Top 100                                  |
| Love is gonna save us                                         | 2004                  | -                     |                 |              | als Benny Benassi presents "the Biz" / Nr. 52 in de Single Top 100                           |
| Who's your daddy?                                             | 2006                  | -                     |                 |              | Nr. 59 in de Single Top 100                                                                  |
| Come fly away                                                 | 29-06-2009            | -                     |                 |              | met Channing / Nr. 54 in de Single Top 100                                                   |
| Electroman                                                    | 07-03-2011            | 19-03-2011            | tip12           | -            | met T-Pain                                                                                   |
| Beautiful people                                              | 11-04-2011            | 30-04-2011            | 30              | 7            | met Chris Brown / Nr. 25 in de Single Top 100 / Alarmschijf                                  |
| Cinema                                                        | 25-07-2011            | 13-08-2011            | 26              | 4            | met Gary Go / Nr. 49 in de Single Top 100                                                    |

| Single met hitnotering(en) in de Vlaamse Ultratop 50 | Datum van verschijnen | Datum van binnenkomst | Hoogste positie | Aantal weken | Opmerkingen                          |
| ---------------------------------------------------- | --------------------- | --------------------- | --------------- | ------------ | ------------------------------------ |
| Satisfaction                                         | 2003                  | 28-06-2003            | 14              | 18           | als Benny Benassi presents "the Biz" |
| Able to love                                         | 2003                  | 27-12-2003            | 38              | 6            | als Benny Benassi presents "the Biz" |
| Illusion                                             | 2004                  | 08-05-2004            | 38              | 4            | als Benassi Bros. / met Sandy        |
| Hit my heart                                         | 2004                  | 31-07-2004            | tip9            | -            | als Benassi Bros. / met Dhany        |
| Love is gonna save us                                | 2004                  | 23-10-2004            | 39              | 2            | als Benny Benassi presents "the Biz" |
| Make me feel                                         | 29-03-2005            | 25-06-2005            | tip7            | -            | als Benassi Bros. / met Dhany        |
| Who's your daddy?                                    | 2006                  | 05-08-2006            | tip9            | -            |                                      |
| Spaceship                                            | 23-08-2010            | 11-09-2010            | tip27           | -            | met Kelis, Apl.de.ap & Jean Baptiste |
| Beautiful people                                     | 2011                  | 07-05-2011            | 19              | 20           | met Chris Brown                      |
| Cinema                                               | 2011                  | 20-08-2011            | tip7            | -            | met Gary Go                          |
| Close to me                                          | 28-11-2011            | 24-12-2011            | tip64           | -            | met Gary Go                          |

## Media
Muziek van Benny Benassi wordt ook gebruikt in verschillende media.
Zo werd Satisfaction gebruikt in een reclamecampagne van de fastfoodketen Wendy's.
Het nummer I love my sex werd gebruikt voor de XTC scene in de film Dirty Love (2005).
Put Your Hands Up werd gebruikt als soundtrack voor het spel Forza Motorsport 2 op de Xbox 360.

## Prijzen en nominaties
- 2008 Benny Benassi won de Best Remixed Recording bij de Grammy Awards in 2008 voor zijn remix van Public Enemy's Bring the Noise
- 2006 Benny Benassi's Hit my Heart heeft in 2006 Victoria's Secret Fashion Show geopend
- 2006 Benny Benassi wint een EBBA Award. De European Border Breakers Awards zijn prijzen die jaarlijks worden uitgereikt aan tien jonge veelbelovende Europese artiesten die het afgelopen jaar succesvol buiten de eigen landsgrenzen debuteerden
- 2004 drie nominaties op Dancestar (Miami) en heeft de prijs voor de beste video gewonnen
- 2003 DJ MAG muziek van het jaar in GB
- 2003 Italiaanse Dance Music Award
- 2003 Dancemuziek van het jaar in Denemarken